# Цимбал Василь Іванович
Васи́ль Іва́нович Ци́мбал (нар. 18 березня 1952, Шабастівка, Монастирищенський район, Черкаської області — пом. 15 березня 2021, м. Черкаси) — український художник, 1989 — член НСХУ.

## Невеликий життєпис
Після закінчення середньої школи у 1970—1971 роках працював слюсарем-монтажником на Черкаському підприємстві «Азот».
1978 року закінчив Пензенське художнє училище ім. К. А. Савицького — навчався у педагогів Ю. Карасьова та В. Яркіна.
З 1982 року викладає в Черкаській художній школі імені Д.Нарбута.
Був учасником обласних, всеукраїнських та міжнародних художніх виставок.
1997 року відбулася персональна виставка в Києві — у Національному музеї образотворчого мистецтва,
2001 — у Шевченківському Національному заповіднику Канева.
У 2012-у році в обласному художньому музеї відкрилася ювілейна виставка Василя Цимбала.
Пішов з життя 15 березня 2021 року у м. Черкаси.

## Деякі з його творів
- 1991 — «Ще треті півні не співали»,
- 1993 — «Золото Трипілля»,
- 1996 — «Чорнобильська трагедія. Горобина ніч»,
- 1997 — «Затоплене Панське»,
- 1998 — «За день — Петра»,
- 1998 — «Ранок на Гончарівці»,
- 2001 — «Покрова»,
- 2001 — «Тече вода в синє море»,
- 2006 — «Пісні чарівної квітки»,
- «В Шабастівці Щедрий вечір»,
- «Остання світлина баби Марії».

Його полотна зберігаються в музеях України та Національній спілці художників України.